# 仁村镇
仁村镇，是中华人民共和国陕西省汉中市镇巴县下辖的一个乡镇。2011年，由仁村乡改为现名。

## 行政区划
仁村镇下辖以下地区：
东院村、兴隆村、洋鱼塘村、庄房村和回龙村。